# Paratropis minuscula
Espèce
Paratropis minuscula est une espèce d'araignées mygalomorphes de la famille des Paratropididae.

## Distribution
Cette espèce est endémique de la région de Potaro-Siparuni au Guyana,. Elle se rencontre vers Chenapau.

## Description
Le mâle holotype mesure 3,3 mm et la femelle paratype 4,3 mm.

## Systématique et taxinomie
Cette espèce a été décrite par Almeida et de Morais en 2022.

## Publication originale
- Almeida & de Morais, 2022 : « A new species of Paratropis Simon, 1889 (Araneae: Paratropididae) from Guyana. » EntomoBrasilis, vol. 15, no e1004, p. 1-5.